# Muphrys lov
Muphrys lov er et idiom der udsiger at hvis man skriver en tekst der kritiserer andres stavning eller korrekturlæsning, så vil denne tekst uvægerligt indeholde fejl.
Navnet Muphrys lov er i sig selv en bevidst stavefejl med henvisning til Murphys lov.

## Baggrund
John Bangsund fra Society of Editors (Victoria) i Australien navngav Muphrys lov som tekstredigeringens udgave af den velkendte Murphys lov og beskrev den i 1992 i Society of Editors Newsletter.

### Formulering af loven
Bangsund formulerede loven på denne måde:
(a) Når man skriftligt kritiserer redigeringsarbejde eller korrekturlæsning, vil der optræde en fejl i det, man har skrevet.

   (b) Når man bliver takket i forordet til en bog for sin indsats med redigering eller korrekturlæsning, vil der være fejl i bogen.

    (c) Jo stærkere udtryk der bruges i (a) og (b), desto mere alvorlig vil fejlen være.

   (d) Enhver bog, der handler om redigering eller skrivestil, vil være inkonsistent i sin fremstilling.

### Aspekt
Et andet aspekt:
Muphrys lov udsiger også, at hvis en fejl er meget tydelig, vil alle kunne se den undtagen netop forfatteren.
Læserne opdager altid fejl i titler, overskrifter og indledende afsnit, samt øverst på hver side.

Det er netop der, redaktører og korrekturlæsere er mest tilbøjelige til at begå fejl.